# Szokoly Viktor
Szokoly Viktor, teljes nevén Szokoly Géza Bonaventura (Oszlány, 1835. április 22. – Esztergom, 1913. május 8.) birtokos, hírlapíró, író, műfordító.

## Életpályája

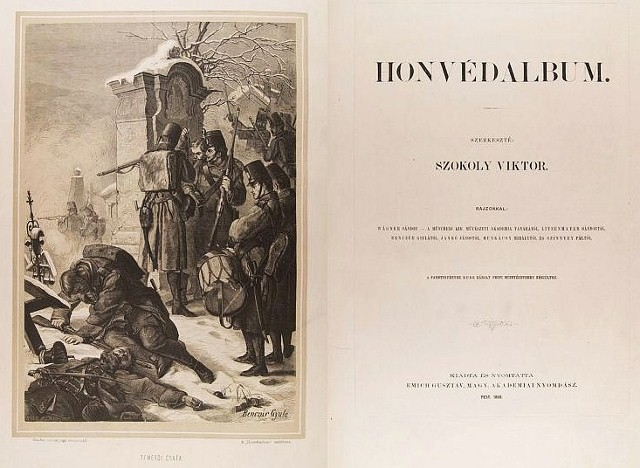
A Honvédalbum címlapja, 1868. Írta: Asbóth Lajos, Illusztrálta: Wagner Sándor, Liezen-Mayer Sándor, Benczúr Gyula, Jankó János, Munkácsy Mihály, Szinyei Merse Pál

Szokoly József orvos és gyógyszerész (aki mint osztrák katona részt vett az 1822. évi nápolyi hadjáratban) és galánthai Farkas Anna régi nemes szülők fia. Első nevelését Verebélyen magántanítótól nyerte. Atyja gyermekei neveltetése végett az ország fővárosába költözött és így Szokoly már 1842-ben Budán látogatta a piaristák elemi iskoláját és 1848-ig a főgimnáziumát. (1847/1848-ban 4. nyelvtani osztály diákja volt). Mivel az iskoláztatás fel volt függesztve, honvéd akart lenni, de gyenge testalkata és fiatal kora miatt nem vették be. Apja mint honvéd tábori orvos 1849-ben hunyt el. 
A szabadságharc után 1850/1851-től, 6. gimnáziumi osztálytól kezdve iskoláit a pesti piarista gimnáziumbanen végezte. Miután író lett, első eszméjét Horváth Cirill tanára ébresztette fel benne, aki irodalmi önképzőkört állított fel a tanulók közt. Ez időben lett barátjává iskolatársa, Dalmady Győző és Győry Vilmos. Legelső nyilvános fellépése egy török népismei dolgozattal történt 1853-ban. Jogot hallgatott a nagyváradi akadémián és a pesti egyetemen, ügyvédi gyakorlaton is volt két évig.
Még mint jogászt hívta meg Szilágyi Virgil a Budapesti Viszhanghoz; innét a Napkelethez hívta meg Vahot Imre, e laptól azonban nemsokára megvált. 1861. január 1-jén Garaboncziás Diák címmel politikai-szatirikus lapot indított meg, amelynek mindjárt megindulása után három ezernél több előfizetője volt. Ezen lap kiadója, ifj. Werfer Károly megszökött az üzleti pénzzel és emiatt a lapot 1861. április 17-én megszüntette. Ekkor Tóth Kálmán hívta meg főmunkatársnak az általa (1860. június 4.) alapított és sok ideig politikai hatalmat képviselt Bolond Miskához, mely lapnak több ízben szerkesztője is volt és 1868 májusáig állandó munkatársa. 1865. január 1-jén alapította a Hazánk s a Külföld című szépirodalmi és ismeretterjesztő képes hetilapot; de Szokoly megromlott egészsége miatt kénytelen volt végképpen falura költözni és így a szerkesztést 1872. július 4-én Kazár Emilnek adta át. 1867. április 4-én indította meg a Heti Postát, hogy az a népnek oktatója legyen a politikában; ezt is átadta az említett időben Kazárnak. Ezen újságírói működésén kívül szerkesztette egy évig (1864) Balázs Sándor helyett a Magyarország és a Nagyvilágot. A Magyar Sajtó című politikai lapnak 1863-64-ben rendes munkatársa volt. Vadnai Károly után több évig szerkesztette az Emich Gusztáv Nagy Naptárát is, egy ideig pedig vele közösen, Vadnai a szépirodalmi, Szokoly pedig az ismeretterjesztő részt. Saját nevén kívül számos álnév alatt is közölt a lapokban és önállóan dolgozatokat, így Belzebub, Garam, Rajkó, Tankréd lovag, Peleskei nótárius, Garaboncziás diák és Kisvárdai Géza nevek alatt. 1861-ben megnősült. Szünetet nem ismerő tevékenysége azonban és kisfia halála miatti bánata már 1864-ben oly súlyos betegségbe döntötte, hogy az orvosok lemondtak felgyógyulásáról. Üdülést tehát ez időtől fogva utazásban, zöldben lakásban és Balatonfüred szorgalmas látogatásában keresett. 1869-ben végképpen falura, Tinnyére (Pest megye) költözött, ahonnan 1871 elejéig szerkesztette lapjait. Utána a szerkesztést Kazár Emil vette ugyan át, de ő rendesen írta a cikkeket (1872 június végéig), szerkesztőtárs azonban csak névleg volt, mert 1871 ősz óta egészen gazdaságának élt. 1882. július 2-án neje is meghalt.

## Művei

### Folyóiratcikkek
Beszélyeket és ismeretterjesztő cikkeket írt a következő hírlapokba: Családi Lapok (1853-1855), Divatcsarnok (1854., 1860), Hölgyfutár (1855-60), Vasárnapi Ujság (1856., 1860-61.), Magyar Néplap (1856) Divatcsarnok (1856), Kalauz (1857), Szépirodalmi Közlöny (1858), Családi kör (1860-61., 1864., 1866., 1871), Pesti Hölgydivatlap (1860), Képes Ujság (1860), Nefelejts (1861-62), Fővárosi Lapok (1864), Honvéd (1869), Földrajzi Közlemények (1877), Hazánk (1884) sat.

### Könyvek
- Regényes rajzok Petőfi Sándor ifjukori életéből. Pest, 1859. (2. kiadás. Pest, 1862).
- Pesti furcsaságok. Humorisztikus életkép-gyűjtemény. Pest, 1860. Két kötet.
- Tutti frutti. Pest, 1860. Két kötet.
- Honvédélet. Humoreszkek, életképek s beszélyek 1848-49-ből. Pest, 1861.
- Sárkány-fogak. Humoristikus gyűjtemény. Írta a Garaboncziás Diák. Illustrálva 46 képpel. Pest, 1862.
- Tarka könyv. Humoreszk-, beszély- és életképgyűjtemény. Pest, 1862. Két kötet.
- Rajzok Petőfi életéből. Pest, 1862. (Három kiadás).
- Adomák. Garamtól. Pest, 1862.
- Adomák. Rajkótól. Pest, 1862.
- Nem úgy van most, mint volt régen; adomák egy vén legátus naplójából. Pest, 1862. Két kötet.
- Ördög Naplója 1858-ra Belzebub. Pest, 1862.
- A garaboncziás diák Naptára. Pest, 1862.
- Arczisme, vagy phrenologia. 162 fametszettel. Pest, 1864. (Új olcsó k. Uo. 1867.)
- Mészáros Lázár külföldi levelei és életirata. Pest, 1866. Két kötet.
- Mészáros Lázár emlékiratai. Közrebocsátja... Pest, 1867. Két kötet. Első kötet Második kötet (2. kiadás. Bpest, 1881.)
- Világos hőse. Jellemzések Görgeiről. Pest, 1867. Online
- A zsarnokok titkai Krisztus születéséről a legújabb korig. Pest, 1871. Négy kötet.
- Mészáros Lázár, Eszmék és jellemrajzok az 1848-49. forradalom eseményei és szereplőiről. Közrebocsátja... Pest, 1871. (Ism. Hon 64. sz.).
- Czincziék és Czinczárék Egérregény emberekről. Budapest, 1879.
- Színész és komédiás. Esztergom, Esztergom, é. n. [1870-es évek] (Mulattató Zsebkönyvtár 21.).

### Műfordításai, átdolgozásai
- Mundt Theodor, Mirabeau gróf és a franczia forradalom kitörése. Ford. Pest, 1864. Öt kötet.
- Mexikó Miksa császárig. Különösen ős- és újabbkori története és államszervezete. Müller J. W. (Prescott W. H. és Ármin Th.). A német kiadás után közli. Pest, 1866.
- A pápák bűnei. Mérgezéseik, mészárlásaik, orgyilkolásaik, vérfertőztetéseik és fajtalanságaik. De la Chatre Mór után. Pest, 1870. Három kötet.

### Szerkesztett művek
Szerkesztette Emich Gusztáv Nagy Képes Naptárát 1863-1865. évfolyamait Vadnai Károllyal; a Honvéd Albumot 1868-ban Pesten és a Hazánk című történelmi folyóiratot I. és II. kötetét 1884. szintén Pesten (Aigner Lajossal).